# Freestate
Freestate este o piesă a formației britanice Depeche Mode. Piesa a apărut pe albumul Ultra, în 1997.